# Luigi Dallapiccola
Luigi Dallapiccola, född 3 februari 1904 i Pisino d'Istria, död 19 februari 1975 i Florens, var en av Italiens främsta tonsättare under 1900-talet. Han är känd för sina tolvtonskompositioner.
Han var till skillnad från Schönberg och hans elever inte påverkad av senromantiken. Efter en nyklassicistisk period anammade han mot slutet av 1930-talet tolvtonssystemet.
Hans första tolvtonsverk Tre laudi för sopran och 13 instrument var den första italienska tolvtonskompositionen.

## Verk (urval)
- Estate (manskör a cappella), körverk 1932
- Volo di notte, opera 1949
- Fången, opera 1950
- Job, opera 1950
- Ulisse, opera 1968